# Horbków
Horbków (ukr. Горбків) – wieś na Ukrainie, w rejonie czerwonogrodzki obwodu lwowskiego. Wieś liczy około 910 mieszkańców.
W II Rzeczypospolitej do 1934 samodzielna gmina jednostkowa. Następnie należała do zbiorowej wiejskiej gminy Tartaków Miasto w powiecie sokalskim w woj. lwowskim. 
Podczas ataku III Rzeszy na ZSRR żołnierze niemieccy rozstrzelali tutaj 20 jeńców z Armii Czerwonej. W 1944 nacjonaliści ukraińscy z OUN - UPA zamordowali tutaj 13 Polaków.
W związku z poprowadzeniem nowej granicy państwowej na Bugu, wieś wraz z całym obszarem gminy Tartaków Miasto znalazła się w Związku Radzieckim.